# Milan Stanković
Milan Stanković (Belgrád, 1987. szeptember 9.) szerb énekes.
2010. május 25-én lépett fel először, az első elődöntőben a fellépési sorrendben hetedikként, a lett Aisha What For? című száma után, és a boszniai Vukašin Brajić Thunder and Lightning című száma előtt. Összesen 79 pontot szerzett, ami a ötödik helyet jelentette a tizenhét fős mezőnyben, ami elegendő volt a döntőbe jutáshoz.
2010. május 29-én lépett fel a döntőben nyolcadikként, a belga Tom Dice Me and My Guitar című száma után, és az fehérorosz 3+2 és Robert Wells Butterflies című száma előtt. A szavazás során 72 pontot szerzett, ami a tizenharmadik helyet jelentette a Dalverseny huszonöt fős döntőjében.

## Életrajz
Milan pályafutása egy zenei versenyen, a Zvezde Grandán kezdődött, ahol ő lett a közönség kedvence. Bejutott a szuper-döntőbe, és felkeltette a jelentős médiumok figyelmét. Ugyanebben az évben, megjelent kislemeze a lemez fordítása "Zvezde Granda" (forgaloma 100.000 példány). 2009 májusában, a Milan "Solo" című albuma, 50.000 példányban kelt el.

## Fordítás
- Ez a szócikk részben vagy egészben  a   Milan Stanković című angol Wikipédia-szócikk fordításán alapul.  Az eredeti cikk szerkesztőit annak laptörténete sorolja fel. Ez a jelzés csupán a megfogalmazás eredetét és a szerzői jogokat jelzi, nem szolgál a cikkben szereplő információk forrásmegjelöléseként.